# Grim Fandango
Grim Fandango je računalna igra, avantura izdana od LucasArtsa 1998. godine. To je prva avantura od LucasArtsa koja se odvija u 3D grafičkom okruženju.

## Vanjske poveznice
- LucasArts
- Grim Fandango
- Grim Fandango recenzija na www.gamespot.com
- Grim Fandango recenzija na www.ign.com